# Menhire von Couzes

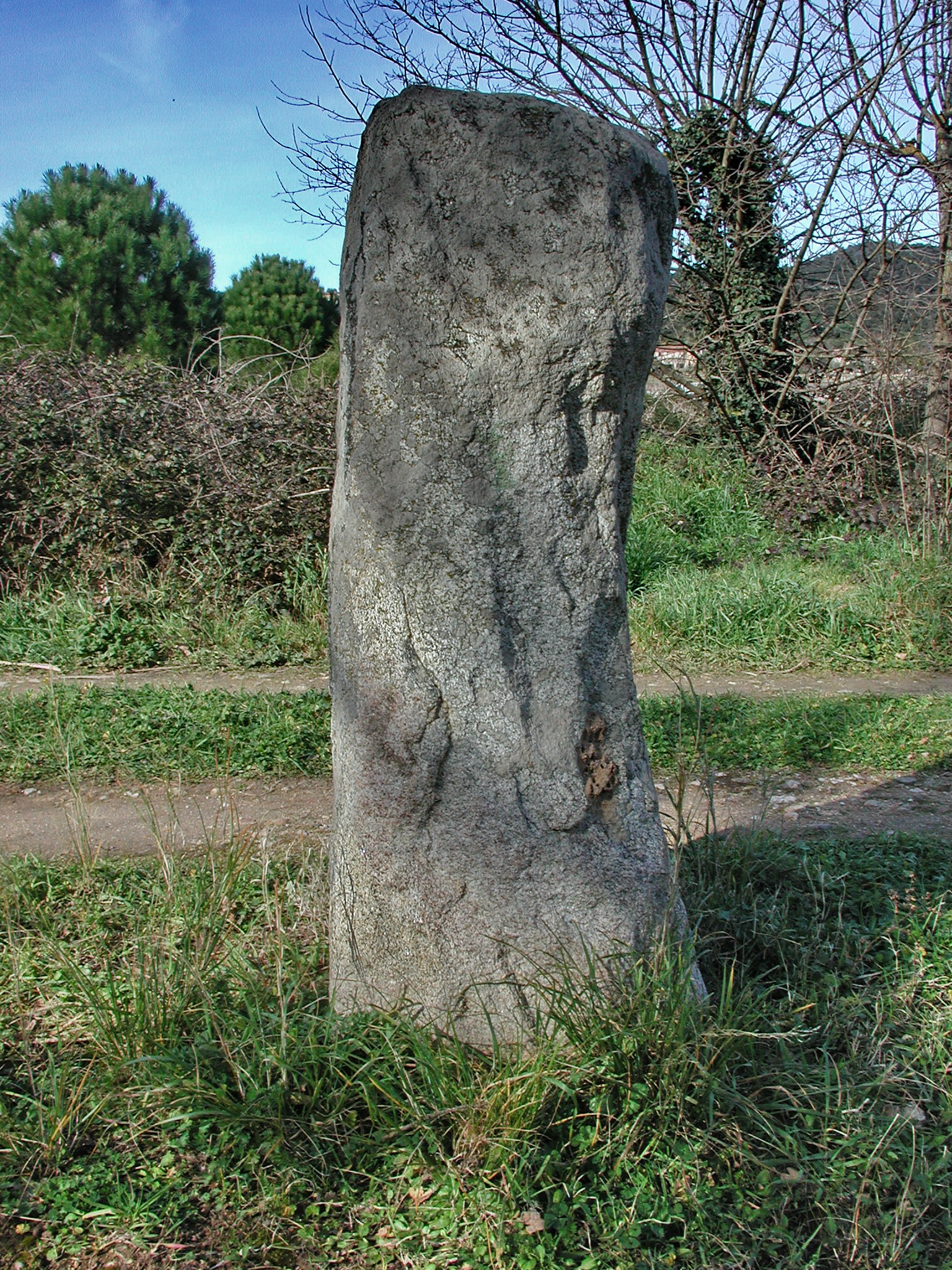
Menhir 1

Die Menhire von Couzes (auch als Menhire von Aigo-Puto bekannt) stehen oder liegen in Grimaud bei Saint-Tropez im Département Var in der Provence in Frankreich.

## Beschreibung
Die Menhire No. 1 (Lage) und 2 (Lage) befinden sich 30 m voneinander getrennt, in der Nähe der Farm von Couzes. Der Menhir No. 3 (Lage) befindet sich etwa 250 m östlich der beiden in einem Feld. Der umgefallene Menhir No. 2 ist der größte der drei. Er ist 1,35 m hoch und 0,55 m breit mit einem Umfang von 1,6 Metern. Es hat auf der einen Seite ein menschliches Gesicht eingraviert.